# 尤金·I·迈耶
尤金·艾萨克·迈耶（英語：Eugene Isaac Meyer，1875年10月31日—1959年7月17日）出生于加利福尼亚洛杉矶，美国联邦储备委员会主席（1930年9月16日-1933年5月10日），美国金融家。世界银行行长。

## 生平
迈耶毕业于耶鲁大学，分别取得了学士学位和法学博士学位。1901年他进入主营投资银行业务的Eugene Meyer Jr.ndCo，随着他接触的金融案例越来越多，开始对石油，铁路，铜，汽车行业产生了大量兴趣。1917年他进入政府部门工作，在原材料供应委员会为军队采购大量的铜。1918年伍德罗·威尔逊总统任命他为War Finance Corporation的董事，1927年卡尔文·柯立芝总统任命他为联邦农场贷款委员会成员，1930年赫伯特·胡佛总统任命他为美联储主席。作为主席，迈耶信奉公开市场商业行为并积极推动银行业改革，其中涉及商业银行体系。他还赞成政府干预某些经济活动，比如收购产量过剩的棉花以帮助农民提高棉花价格，增加收入。
离开美联储后迈耶曾任《华盛顿邮报》出版人以及邮报管理工作，直到1959年去世。

## 家庭
- 女儿：凯萨琳·格雷厄姆